# 奥伯拉尔冰川
奥伯拉尔冰川（德語：Oberaargletscher）是一条长4公里的冰川，位于瑞士伯恩州伯尔尼阿尔卑斯山脉。1973年其覆盖地区为5.82平方公里。